# ملصقات سماد
تختلف ملصقات الأسمدة من دولة لأخرى وفقًا لطريقة التحليل، والملصقات الخاصة بالمغذيات، والحد الأدنى من الشروط في المغذيات. يوضح أكثر نوع شائع من الملصقات كميات النيتروجين، والفسفور، والبوتاسيوم في السماد.

## ملصقات المغذيات الكبرى والأسمدة
عادةً ما تحتوي ملصقات الأسمدة ذات المغذيات الكبرى على تحليل (NPK) وهو تحليل للمحتوى النسبي من العناصر الكيميائية النيتروجين (N) والفسفور (P) والبوتاسيوم (K) وهي مواد يشيع استخدامها في الأسمدة. على الرغم من ذلك فإن الأرقام المُستخدمة في هذا النوع من الملصقات لا يمثل بشكل مباشر التركيبة المصدرية أو محتوى المغذيات الصافي في السماد. حيث أن قيمة النيتروجين المكتوبة تكون نسبة عنصر النيتروجين وفقًا لوزنه في السماد.